# Iñigo Ruiz de Galarreta
Iñigo Ruiz de Galarreta Etxeberria (Éibar, Guipúzcoa, País Vasco, España, 6 de agosto de 1993), conocido deportivamente como Ruiz de Galarreta, es un futbolista español que juega de centrocampista en el Athletic Club.

## Trayectoria

### Inicios en Lezama y Athletic Club
Se incorporó a la cantera del Athletic Club con nueve años, en categoría alevín, procedente del Ermua CD.Desde muy joven fue uno de los jugadores más prometedores de su generación, llamando la atención de varios equipos ingleses y españoles.En junio de 2010 conquistó la Copa del Rey Juvenil frente al Real Madrid (2-0) de Carvajal, Lucas Vázquez y Pablo Sarabia.Durante la temporada 2010-11 continuó jugando en el Juvenil A del Athletic, aunque llegó a disputar tres encuentros amistosos con el Athletic Club, contra equipos vizcaínos, a las órdenes de Joaquín Caparrós.
Con apenas 18 años, de cara a la temporada 2011-12, promocionó al Bilbao Athletic de Segunda B habiendo jugando un único partido con el CD Basconia de Tercera División.Además, Marcelo Bielsa le citó para hacer la pretemporada con el Athletic Club.Tras jugar el primer partido amistoso de la pretemporada ante la UD Alzira, Íñigo fue elogiado por el técnico argentino del que dijo que tenía ángel.Al término de la pretemporada, en la cual disputó ocho encuentros, el técnico argentino decidió prescindir de Pablo Orbaiz para darle un puesto en la primera plantilla.Sin embargo, durante la campaña únicamente jugó un encuentro con el primer equipo que tuvo lugar el 14 de diciembre, en el Parque de los Príncipes, frente al Paris Saint-Germain (4-2) en Liga Europa.
El 19 de agosto de 2012 debutó en Primera División, en San Mamés, en una derrota frente al Betis (3-5).El 21 de octubre, en un encuentro con el Bilbao Athletic, sufrió una lesión de ligamentos en la rodilla izquierda que le hizo perderse el resto de la campaña.Mientras estaba lesionado, en marzo de 2013, renovó su contrato hasta junio de 2016.

### Cesiones en Segunda División
Para la campaña 2013-14 fue cedido al CD Mirandés de Segunda División.El 8 de septiembre logró su primer gol que, además, sirvió para dar la victoria frente al Real Madrid Castilla (0-1) y dejar líder al equipo rojillo.Sin embargo, el 27 de octubre sufrió nuevamente una grave lesión en el ligamento cruzado anterior de su pierna derecha.En la primavera de 2014 comenzó a entrenarse con el objetivo de estar preparado para la siguiente campaña.Tras realizar la pretemporada, en agosto de 2014, fue cedido al Real Zaragoza de Segunda División.Con el equipo aragonés fue titular durante casi toda la temporada, llegando a jugar 41 partidos incluyendo el play-off de ascenso.
En julio del 2015 regresó al Athletic Club, con el que realizó la pretemporada, aunque sin contar apenas con minutos.Fue inscrito en la lista para la fase previa de la Europa League, con el número 28, pero finalmente fue cedido al CD Leganés de Segunda División, donde coincidió con varios excompañeros como Serantes, Albizua, Eizmendi, Bustinza y Guillermo.A pesar de lograr el ascenso a Primera División, tuvo un papel secundario en el cuadro madrileño con dos goles en veintidós partidos.

### CD Numancia y Barça "B"
En julio de 2016 fichó por el CD Numancia de Segunda División, tras haber finalizado su contrato con el club rojiblanco. Después de haber disputado 38 encuentros, fue elegido el mejor jugador de la temporada del cuadro soriano. El 17 de julio de 2017 firmó por el FC Barcelona B, que abonó los 700.000 euros de su cláusula de rescisión. El 16 de mayo de 2018 debutó en un amistoso con el FC Barcelona, en Sudáfrica, de la mano de Ernesto Valverde. Íñigo fue sustituido por Leo Messi en el minuto 73 en el encuentro disputado ante Mamelodi Sundowns. Con el filial blaugrana fue titular, pero acabó descendiendo a Segunda B.

### UD Las Palmas y RCD Mallorca
El 7 de agosto de 2018 se hizo oficial su traspaso a la U. D. Las Palmas a cambio de 500.000 euros más 200.000 en variables. En el cuadro amarillo se convirtió en un jugador indispensable gracias a su buen juego y facilidad para recuperar balones.El 2 de septiembre de 2019 fichó por cuatro temporadas por el RCD Mallorca, que pagó otros 500.000 euros, aunque se quedó una temporada más cedido en el club canario.Así pues, se incorporó al cuadro balear en el verano de 2020.Al principio, le costó entrar en el equipo debido a problemas físicos, pero rápidamente se convirtió en una pieza clave en el engranaje de Luis García Plaza.Al término de la temporada 2020-21 logró su segundo ascenso a Primera División.El 20 de febrero de 2022, consolidado como titular, sufrió una grave lesión en su rodilla izquierda tras una entrada del bético Víctor Ruiz.Después de seis meses sin jugar, regresó en un encuentro frente al Rayo Vallecano.En la campaña 2022-23 continuó siendo un fijo en las alineaciones de Javier Aguirre.

### Athletic Club
El 7 de junio de 2023, tras finalizar su contrato con el Mallorca, se confirmó su regreso al Athletic Club con un contrato de dos temporadas.Un mes después, el 4 de julio, fue presentado oficialmente en San Mamés.El 5 de noviembre marcó su primer gol, tras un gran disparo desde fuera del área, en la victoria a domicilio ante el Villarreal (2-3).El 6 de abril fue titular en la final de Copa frente al RCD Mallorca, al que derrotaron en la tanda de penaltis.En su primera campaña disputó más de una treintena de encuentros, siendo indispensable para Ernesto Valverde.El 24 de mayo de 2025, tras lograr la clasificación para la Liga de Campeones, renovó su contrato por dos campañas más.

## Selección nacional
Fue internacional en categorías inferiores de la selección española, llegando a jugar dos encuentros con la selección sub-19 en 2012.

## Estadísticas

### Clubes
Actualizado al último partido disputado el 7 de noviembre de 2024.
| Club                         | Div.          | Temporada     | Liga  | Liga  | Copas nacionales | Copas nacionales | Copas internacionales | Copas internacionales | Total | Total |
| Club                         | Div.          | Temporada     | Part. | Goles | Part.            | Goles            | Part.                 | Goles                 | Part. | Goles |
| ---------------------------- | ------------- | ------------- | ----- | ----- | ---------------- | ---------------- | --------------------- | --------------------- | ----- | ----- |
| C. D. Basconia · España      | 3.ª           | 2010-11       | 1     | 0     | —                | —                | —                     | —                     | 1     | 0     |
| C. D. Basconia · España      | Total club    | Total club    | 1     | 0     | 0                | 0                | 0                     | 0                     | 1     | 0     |
| Bilbao Athletic · España     | 2.ª B         | 2011-12       | 25    | 0     | —                | —                | —                     | —                     | 25    | 0     |
| Bilbao Athletic · España     | 2.ª B         | 2012-13       | 3     | 0     | —                | —                | —                     | —                     | 3     | 0     |
| Bilbao Athletic · España     | Total club    | Total club    | 28    | 0     | 0                | 0                | 0                     | 0                     | 28    | 0     |
| Athletic Club · España       | 1.ª           | 2011-12       | 0     | 0     | 0                | 0                | 1                     | 0                     | 1     | 0     |
| Athletic Club · España       | 1.ª           | 2012-13       | 3     | 0     | 0                | 0                | 5                     | 0                     | 8     | 0     |
| C. D. Mirandés · España      | 2.ª           | 2013-14       | 11    | 1     | 0                | 0                | —                     | —                     | 11    | 1     |
| C. D. Mirandés · España      | Total club    | Total club    | 11    | 1     | 0                | 0                | 0                     | 0                     | 11    | 1     |
| Real Zaragoza · España       | 2.ª           | 2014-15       | 38    | 1     | 1                | 0                | —                     | —                     | 39    | 1     |
| Real Zaragoza · España       | Total club    | Total club    | 38    | 1     | 1                | 0                | 0                     | 0                     | 39    | 1     |
| C. D. Leganés · España       | 2.ª           | 2015-16       | 20    | 1     | 2                | 1                | —                     | —                     | 22    | 2     |
| C. D. Leganés · España       | Total club    | Total club    | 20    | 1     | 2                | 1                | 0                     | 0                     | 22    | 2     |
| C. D. Numancia · España      | 2.ª           | 2016-17       | 37    | 2     | 1                | 0                | —                     | —                     | 38    | 2     |
| C. D. Numancia · España      | Total club    | Total club    | 37    | 2     | 1                | 0                | 0                     | 0                     | 38    | 2     |
| F. C. Barcelona "B" · España | 2.ª           | 2017-18       | 27    | 1     | —                | —                | —                     | —                     | 27    | 1     |
| F. C. Barcelona "B" · España | Total club    | Total club    | 27    | 1     | 0                | 0                | 0                     | 0                     | 27    | 1     |
| U. D. Las Palmas · España    | 2.ª           | 2018-19       | 33    | 2     | 0                | 0                | —                     | —                     | 33    | 2     |
| U. D. Las Palmas · España    | 2.ª           | 2019-20       | 33    | 0     | 0                | 0                | —                     | —                     | 33    | 0     |
| U. D. Las Palmas · España    | Total club    | Total club    | 66    | 2     | 0                | 0                | 0                     | 0                     | 66    | 2     |
| R. C. D. Mallorca · España   | 2.ª           | 2020-21       | 29    | 0     | 1                | 0                | —                     | —                     | 30    | 0     |
| R. C. D. Mallorca · España   | 1.ª           | 2021-22       | 22    | 0     | 4                | 0                | —                     | —                     | 26    | 0     |
| R. C. D. Mallorca · España   | 1.ª           | 2022-23       | 30    | 0     | 2                | 0                | —                     | —                     | 32    | 0     |
| R. C. D. Mallorca · España   | Total club    | Total club    | 81    | 0     | 7                | 0                | 0                     | 0                     | 88    | 0     |
| Athletic Club · España       | 1.ª           | 2023-24       | 29    | 1     | 6                | 0                | —                     | —                     | 35    | 1     |
| Athletic Club · España       | 1.ª           | 2024-25       | 26    | 0     | 1                | 0                | 13                    | 0                     | 40    | 0     |
| Athletic Club · España       | 1.ª           | 2025-26       | 1     | 0     | 0                | 0                | 0                     | 0                     | 1     | 0     |
| Athletic Club · España       | Total club    | Total club    | 59    | 1     | 7                | 0                | 19                    | 0                     | 85    | 1     |
| Total carrera                | Total carrera | Total carrera | 372   | 9     | 18               | 1                | 19                    | 0                     | 411   | 10    |

## Palmarés

### Campeonatos nacionales
| Título       | Equipo        | País   | Año  |
| ------------ | ------------- | ------ | ---- |
| Copa del Rey | Athletic Club | España | 2024 |

### Trofeos regionales
| Título                 | Equipo        | Comunidad Autónoma | Año  |
| ---------------------- | ------------- | ------------------ | ---- |
| Euskal Herriko Txapela | Athletic Club | País Vasco         | 2024 |

### Campeonatos juveniles
- Copa del Rey Juvenil (1): 2010.[57]